# Бо Мірчофф
Бо Мірчофф (англ. William Beau Mirchoff, нар. 13 січня 1989, Сієтл, Вашингтон, США) — молодий американський актор. Найбільш відомий серед глядачів як виконавець однієї з головних ролей в серіалі Незграбна. Крім цього, Бо Мірчофф знявся ще у двох десятках фільмів різного жанру і формату.

## Біографія
Бо Мірчофф (повне ім'я — Вільям Бо Мірчофф) народився в Америці (штат Вашингтон), але не провів там і трьох днів, як вся родина (включаючи ще брата і сестру Бо) переїхала до Канади. Саме там, серед природи, і пройшло дитинство майбутнього актора. Бо досить рано виявив в собі бажання виступати перед публікою. Його першим акторським досвідом стала робота в театрі. А вже в 17 років Бо Мірчофф вперше потрапив на знімальний майданчик — він взяв участь у зйомках фільму «Дуже страшне кіно 4». Починаючи з цього моменту творча кар'єра Бо почала свій рух вперед. Справжня популярність прийшла до нього після виходу серіалу «Незграбна», де він зіграв одного з основних героїв — хлопчика, в якого закохана головна героїня.

## Фільмографія
2013: Повернення чарівників: Алекс проти Алекс
2013: Ніч покеру
2013: Born to Race: Fast Track
2013: Camp Sunshine
2013: See You in Valhalla
2011: ... Незграбна / Awkward
2011: Захисниця
2011: Я — Четвертий
2009: Незнайомець з моїм обличчям
2009: Прокляття 3
2007: ... Heartland
2006: Дуже страшне кіно 4
2004—2012: Відчайдушні домогосподарки
2003—2006: Ромео!
2002—2012: C.S.I.: Маямі
2000: ... C.S.I. Місце злочину